# Areál Fakulty chemicko-technologické Univerzity Pardubice
Areál Fakulty chemicko-technologické byl postaven v letech 2005–2008 v areálu pardubické univerzity na území místní části Pardubice Polabiny. Budova, kterou navrhlo brněnské architektonické kanceláře Kuba & Pilař architekti, získala hlavní cenu Grand Prix architektů za rok 2009.

## Poloha
Pozemek areálu je vymezen ulicemi Hradecká, Studentská a K Cihelně. Areál je součástí univerzitního kampusu a bezprostředně navazuje na stavbu auly a univerzitní knihovny a budovy kolejí. V širším sousedství je na západě sídliště Polabiny a na východě sídliště Cihelna.

## Realizace
Projekt budovy byl vypracován v letech 2002-05 týmem architektů ve složení Ladislav Kuba, Tomáš Pilař, Martin Klimecký, Vít Košťál a Radka Paštěková. Realizace proběhla v letech 2005-08.